# Heliocopris antenor
Heliocopris antenor är en skalbaggsart som beskrevs av Olivier 1789. Heliocopris antenor ingår i släktet Heliocopris och familjen bladhorningar. Inga underarter finns listade i Catalogue of Life.

## Bildgalleri

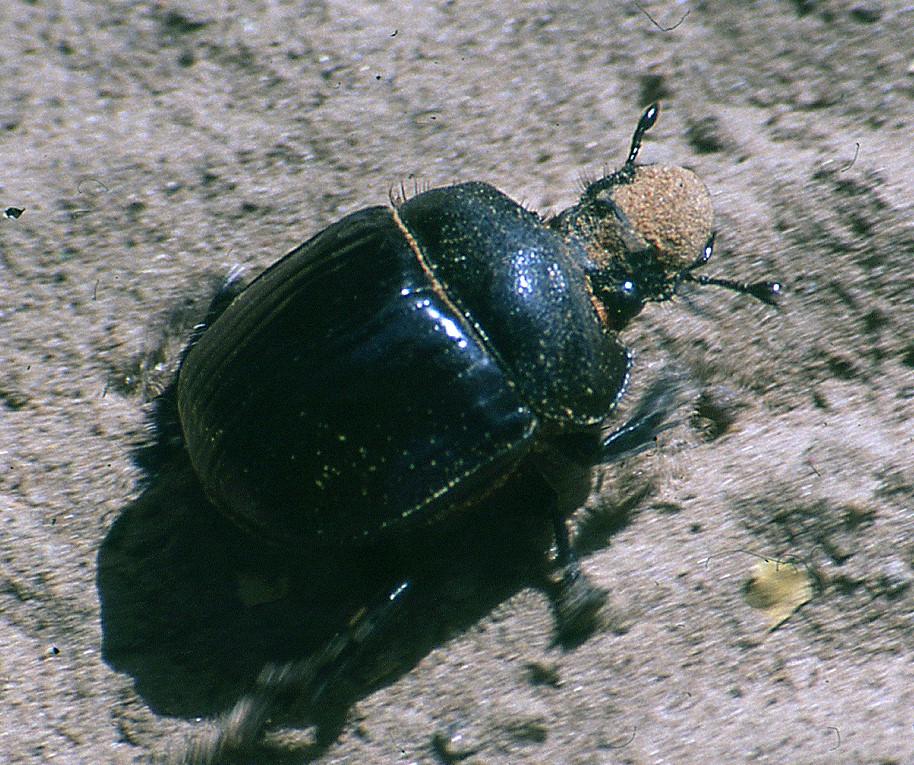
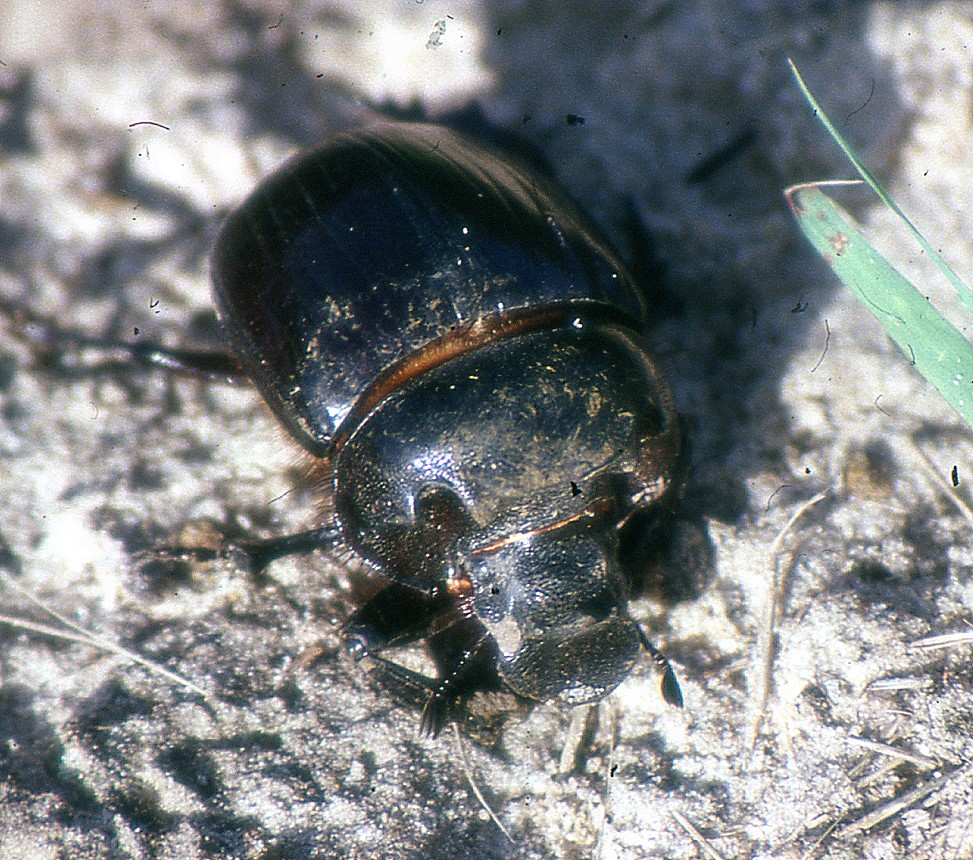
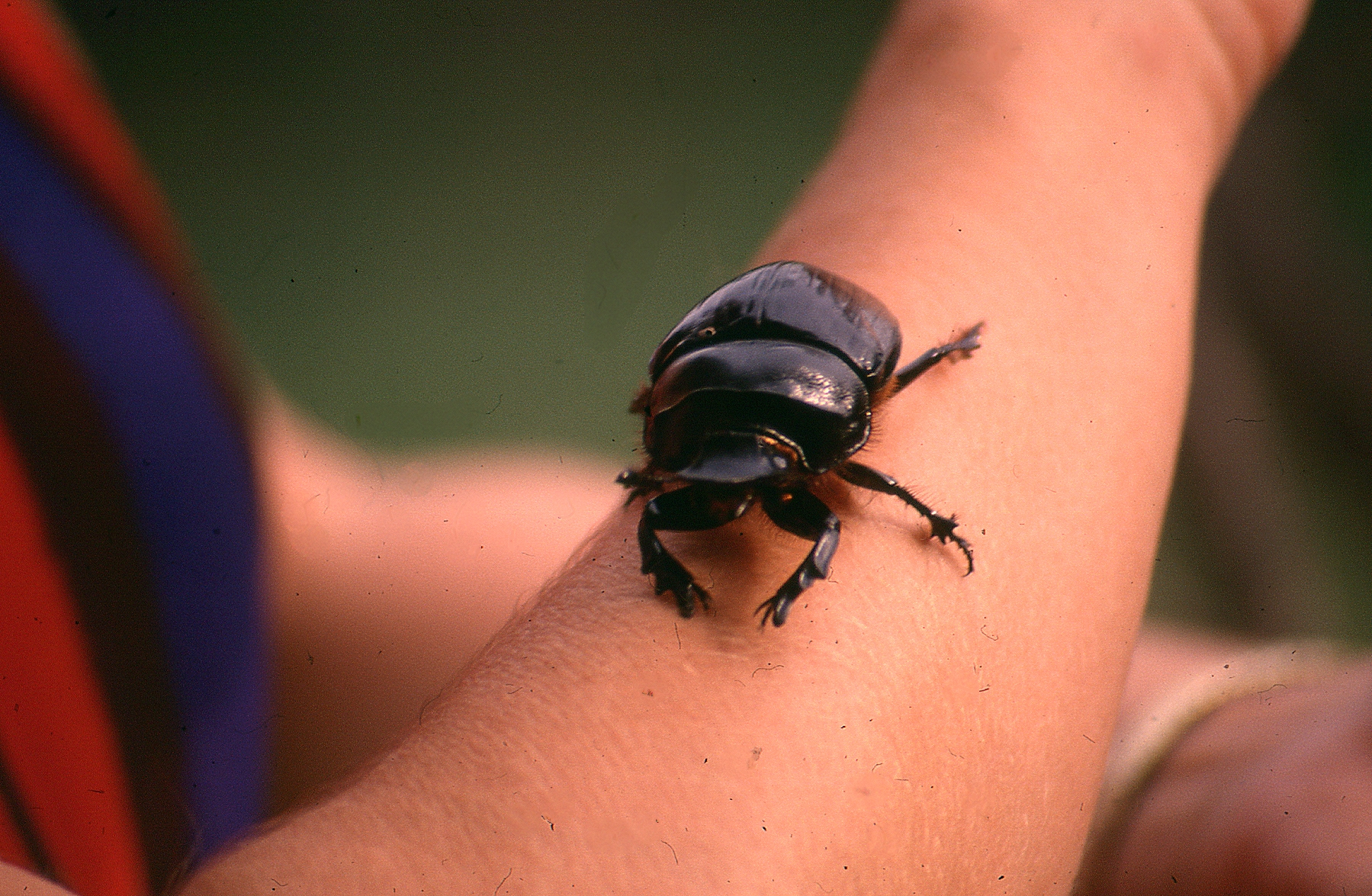